# KK Partizan Belgrade
Maillots
Le Košarkaški Klub Partizan (ou KK Partizan Belgrade), en serbe Кошаркашки клуб Партизан, est un club serbe de basket-ball situé dans la ville de Belgrade et section du club omnisports du Partizan Belgrade. Le club participe à la première division du championnat de Serbie de basket-ball et à la Ligue adriatique de basket-ball.

## Historique

### Historique des noms sponsorisés
| Nom                | Période   |
| ------------------ | --------- |
| Partizan ICN       | 2001-2002 |
| Partizan Mobtel    | 2002-2004 |
| Partizan Pivara MB | 2004-2006 |
| Partizan Igokea    | 2007-2009 |
| Partizan mt:s:     | 2011-2013 |
| Partizan NIS       | 2015-     |

Fondé au lendemain de la Seconde Guerre mondiale en octobre 1945, le club doit attendre 1976 pour obtenir son premier titre de champion de Yougoslavie. Ce trophée est remporté de nouveau à trois reprises, en 1979, 1981 et 1987 avant les guerres de Yougoslavie dans un championnat où la concurrence est élevée avec la présence de KK Split, Cibona Zagreb, KK Bosna, trois clubs qui remportent le trophée européen le plus prestigieux, la Coupe des clubs champions durant cette période.
En 1992, le club mené par Predrag Danilović et Aleksandar Đorđević et dirigé par un jeune entraîneur Željko Obradović remporte également cette coupe des champions. Cette victoire est obtenue malgré le désavantage de devoir disputer ses rencontres dites à domicile sur terrain neutre, la FIBA ayant décidé de faire jouer les clubs yougoslaves, le Partizan, le Cibona Zagreb et Split en dehors de l'ancienne Yougoslavie à cause de la guerre. Le Partizan qui décide alors de jouer en Espagne à Fuenlabrada, termine à la quatrième place du groupe B de la phase de poule, ne concédant qu'une seule défaite lors de ses rencontres "à domicile". En quart de finale, le club est opposé aux Italiens de Knor Bologne qui est défait en trois manches, dont le seul match européen du Partizan disputé à Belgrade le 12 mars 1992 (le premier de la série). Lors du Final Four d'Istanbul en avril, le Partizan élimine le Philips Milan en demi-finale avant de l'emporter en finale 71 à 70 face aux Espagnols de la Joventut Badalona, grâce à un panier à trois points de Đorđević à la sonnerie.
La saison suivante, le Partizan ne peut défendre son titre européen, en raison du blocus des Nations unies.
Auparavant, le club a déjà atteint le Final Four de cette compétition, en 1988, à Gand. Opposé aux Israéliens du Maccabi Tel-Aviv, le Partizan de Duško Vujošević, malgré la présence de Vlade Divac, Žarko Paspalj, Aleksandar Đorđević, Goran Grbović, Ivo Nakić (en), Miroslav Pecarski (en), Milenko Savović et Željko Obradović échoue sur le score de 82 à 87 avant de remporter le match pour la troisième place face aux Grecs de l'Aris Salonique. L'année suivante, le club remporte sa troisième Coupe Korać, après deux victoires en 1978 et 1979 lors des années Dražen Dalipagić, Dragan Kićanović.
Vujošević reprend la tête de l'équipe en 2001. Les premières années sont difficiles sur la scène européenne. Une nouvelle compétition apparaît en 2001-2002, la Ligue adriatique, compétition qui regroupe douze équipes issues principalement des pays issus de l'ancienne Yougoslavie - le Maccabi a participé à une édition en 2002-2003 - et qui permet au club de faire progresser ses jeunes joueurs. Ceux-ci sont désormais la vraie richesse du club qui doit évoluer sur la scène européenne avec l'un des plus petits budgets de la compétition, environ 2 millions d'Euros face aux 20, 30 ou 40 millions des grands clubs russes, grecs ou espagnols. Malgré cela, le club rejoint le Top 16 lors de la saison 2006-2007, puis échoue en quart de finale de l'Euroligue les deux saisons suivantes, face aux Espagnols du Tau Vitoria lors de l'euroligue 2007-2008 sur le score de deux à un et face au CSKA Moscou lors de l'euroligue 2008-2009 par trois victoires à zéro, 56 à 47 et 77 à 50 à Moscou et 67 à 56 à Belgrade.
Pour la troisième saison consécutive, le club se qualifie pour les quarts de finale de l'Euroligue de 2009-2010. Cette qualification est acquise lors du Top 16 grâce à la deuxième place du groupe obtenue face aux deux clubs grecs du Panathinaïkos, tenant du titre, et de Maroussi Athènes, le FC Barcelone terminant premier du groupe. Lors de ce quart, disputé sous la forme de série au meilleur des cinq rencontres, le club de Belgrade élimine le Maccabi, qui avait pourtant l'avantage du terrain, en quatre manches, sur le score de trois à un. le Partizan retrouve le Final Four, disputé lors de cette saison à Paris, pour la première fois depuis 1988. Il est opposé lors de celui-ci au club grec de l'Olympiakós. Le club de Belgrade oblige les favoris grecs à disputer une prolongation remportée finalement 83 à 80 par le club du Pirée. Lors de la finale pour la troisième place, les joueurs de Belgrade échouent de nouveau en prolongation, face au CSKA Moscou. Quelques semaines plus tôt, le Partizan remporte son quatrième titre consécutif en Ligue adriatique grâce à Dušan Kecman qui réussit un tir au buzzer depuis le centre du terrain pour battre le Cibona Zagreb sur le score de 75 à 74.

### Un groupe de jeunes avec Vujošević (2012-2014)
Réputé pour la dureté de ses entrainements, l'entraîneur Duško Vujošević construit, à partir des années 2011-2012, une équipe de jeunes joueurs très talentueux (Dāvis Bertāns, Bogdan Bogdanović, Léo Westermann, Joffrey Lauvergne…).
Le 2 juillet 2012, Westermann, jeune meneur français  signe au Partizan pour 3 ans. Après deux années professionnelles à l’ASVEL Lyon-Villeurbanne (France, Pro A), il découvre l’Euroligue et obtient du temps de jeu sous les ordres de Vujošević. Fin décembre 2012, il est rejoint par un deuxième jeune joueur français, Joffrey Lauvergne qui signe pour 2 ans et demi.
Le groupe va remporter 3 trophées : la Ligue adriatique 2013 et les championnats de Serbie 2013 et 2014. L'apport des deux Français est considérable et le sélectionneur français Vincent Collet les convoque pour la préparation de l'équipe nationale à l'Eurobasket slovène de 2013.
Fin août 2013, un troisième jeune joueur français signe au Partizan : Boris Dallo, en provenance de Poitiers.
À l'été 2014, les jeunes quittent le Partizan pour de grands clubs européens : Bogdanović pour le Fenerbahçe Ülker, Lauvergne pour le BC Khimki Moscou, Westermann pour le Limoges Cercle Saint-Pierre (prêté par le FC Barcelone) et Bertāns pour le Laboral Kutxa Saski Baskonia.

### 2014-2021
À l'été 2015, Nikola Peković remplace Predrag Danilović au poste de président du club. Il est remplacé par Ostoja Mijailović à l'été 2017.

### Retour de Željko Obradović et en EuroLigue (depuis 2021)
La saison 2020-2021 du Partizan est marquée par une décevante 7e place en Ligue adriatique, et une élimination dans le Top 16 de l'EuroCoupe. Au terme de cet exercice, le club fait revenir Željko Obradović au poste d'entraîneur. De nombreux joueurs arrivent à l'intersaison (Kevin Punter (en), Aleksa Avramović, Zach LeDay (en), Dallas Moore, Yam Madar, puis Mathias Lessort). La première saison de l'ère Obradović est en demi-teinte. Le club échoue à remporter la Ligue adriatique, défait en finale par l'Étoile rouge en 5 matchs. En EuroCoupe, le Partizan essuie un revers surprenant en seizièmes de finale, à domicile contre Bursaspor (en) (95-103, après prolongation).
Pour la saison 2022-2023, l'EuroLigue décide d'attribuer l'une de ses trois "wild-card" au Partizan. Le club signe ainsi son grand retour dans la compétition, qu'il a disputé pour la dernière fois lors de la saison 2012-2013. En conséquence, les "crno-beli" enregistrent les arrivées de Dante Exum, Danilo Anđušić, James Nunnally et Ioánnis Papapétrou. Pour son retour dans la compétition, le Partizan essuie un revers sur le parquet de l'Alba Berlin (100-84). Il obtient sa première victoire lors de la réception de la Virtus Bologne, lors de la 4e journée (90-62). Sur la phase retour de la saison régulière, elle est l'équipe la mieux classée de la compétition, avec 13 victoires et 5 défaites. Elle obtient des victoires de prestige, face à l'Anadolu Efes (84-95), l'Olympiakos (90-75) et le Real Madrid (104-90). Ainsi, malgré un début d'exercice laborieux, le Partizan finit 6e de la saison régulière et se qualifie pour les play-offs : une première depuis la saison 2009-2010. Le club se fait également remarquer pour la fidélité de ses fans, le Partizan obtenant la meilleure affluence moyenne de la compétition (17 763). En Ligue adriatique, le Partizan finit en tête de la saison régulière pour la première fois depuis 2011, avec 24 victoires et 2 défaites.

## Bilan sportif

### Palmarès
| Compétitions nationales | Compétitions régionales | Compétitions internationales |
| - Championnat national (22) : - Champion : 1976, 1979, 1981, 1987, 1992, 1995, 1996, 1997, 2002, 2003, 2004, 2005, 2006, 2007, 2008, 2009, 2010, 2011, 2012, 2013, 2014 et 2025. - Coupe nationale (16) : - Vainqueur : 1979, 1989, 1992, 1994, 1995, 1999, 2000, 2002, 2008, 2009, 2010, 2011, 2012, 2018, 2019 et 2020. | - Ligue adriatique (8) : - Vainqueur : 2007, 2008, 2009, 2010, 2011, 2013, 2023 et 2025 - Finaliste : 2005 et 2006. - ABA League Supercup (1) : - Vainqueur : 2019. | - Ligue des champions / EuroLigue (1) : - Vainqueur : 1992. - Participation au final Four : 1988, 1998 et 2010. - Demi-finale : 1982. - Quarts de finale : 2008, 2009 et 2023. - Coupe Korać (3) : - Vainqueur : 1978, 1979 et 1989. - Finaliste : 1974. - Demi-finale : 1975. |

## Joueurs et personnalités du club

### Entraîneurs
Le tableau suivant présente la liste des entraîneurs du club depuis 1946.
| Rang | Nom                | Période   |
| ---- | ------------------ | --------- |
| 1    | Božo Grkinić       | 1946-1948 |
| 2    | Sveta Šaper        | 1948-1949 |
| 3    | Janoš Gerdov       | 1949-1950 |
| 4    | Borislav Stanković | 1950-1953 |
| 5    | Miodrag Stefanović | 1953-1954 |
| 6    | Mirko Marjanović   | 1954-1958 |
| 7    | Aleksandar Nikolić | 1958-1961 |
| 8    | Božidar Munćan     | 1961-1963 |
| 9    | Milenko Novaković  | 1963-1964 |
| 10   | Borislav Ćurčić    | 1964-1967 |
| 11   | Branislav Rajačić  | 1967-1969 |
| 12   | Radovan Radović    | 1969-1971 |
| 13   | Ranko Žeravica     | 1971-1974 |
| 14   | Borislav Ćorković  | 1974-1976 |
| 15   | Ranko Žeravica     | 1976-1978 |

| Rang | Nom                | Période   |
| ---- | ------------------ | --------- |
| 16   | Dušan Ivković      | 1978-1980 |
| 17   | Borislav Ćorković  | 1980-1982 |
| 18   | Borislav Džaković  | 1982-1984 |
| 19   | Zoran Slavnić      | 1984-1985 |
| 20   | Vladislav Lučić    | 1985-1986 |
| 21   | Duško Vujošević    | 1986-1989 |
| 22   | Borislav Ćorković  | 1989-1990 |
| 23   | Duško Vujošević    | 1990-1991 |
| 24   | / Željko Obradović | 1991-1993 |
| 25   | Željko Lukajić     | 1993-1994 |
| 26   | Borislav Džaković  | 1994-1995 |
| 27   | Ranko Žeravica     | 1995-1996 |
| 28   | Miroslav Nikolić   | 1996-1998 |
| 29   | Milovan Bogojević  | 1998      |
| 30   | Vladislav Lučić    | 1998-1999 |

| Rang | Nom               | Période     |
| ---- | ----------------- | ----------- |
| 31   | Nenad Trajković   | 1999-2000   |
| 32   | Darko Russo       | 2000-2001   |
| 33   | / Duško Vujošević | 2001-2010   |
| 34   | Vlada Jovanović   | 2010-2012   |
| 35   | Duško Vujošević   | 2012-2015   |
| 36   | Petar Božić       | 2015-2016   |
| 37   | Aleksandar Džikić | 2016-2017   |
| 38   | Miroslav Nikolić  | 2017        |
| 39   | Nenad Čanak       | 2017-2018   |
| 40   | Andrea Trinchieri | 2018-2020   |
| 41   | Vlado Šćepanović  | 2020        |
| 42   | Sašo Filipovski   | 2020-2021.  |
| 43   | Željko Obradović  | depuis 2021 |

### Joueurs emblématiques
- Miroslav Berić
- Luka Bogdanović
- Predrag Danilović
- Vlade Divac
- Aleksandar Đorđević
- Milan Gurović
- Dušan Kecman
- Nenad Krstić
- Nikola Lončar
- Dragan Lukovski
- Predrag Materić
- Žarko Paspalj
- Kosta Perović
- Svetislav Pešić
- Željko Rebrača
- Zoran Slavnić
- Dejan Tomašević
- Miloš Vujanić
- Predrag Drobnjak
- Nikola Peković
- Radoslav Nesterović
- Vlado Šćepanović
- Stéphane Lasme
- Dražen Dalipagić
- Dragan Kicanović
- Radoliub Radenković
- Joffrey Lauvergne
- Léo Westermann
- Bo McCalebb
- Dāvis Bertāns
- Nemanja Gordić

## Effectif actuel (2021-2022)
| Poste       | N° | Joueur           | Pays                   | Taille | Age |
| ----------- | -- | ---------------- | ---------------------- | ------ | --- |
| Arrière     | 0  | Kevin Punter     | Drapeau des États-Unis | 1,93 m | 28  |
| Ailier fort | 00 | Rodions Kurucs   | Drapeau de la Lettonie | 2,06 m | 23  |
| Pivot       | 2  | Zach LeDay       | Drapeau des États-Unis | 2,02 m | 27  |
| Ailier fort | 3  | Rade Zagorac     | Drapeau de la Serbie   | 2,05 m | 26  |
| Meneur      | 4  | Aleksa Avramović | Drapeau de la Serbie   | 1,92 m | 27  |
| Pivot       | 5  | Balša Koprivica  | Drapeau de la Serbie   | 2,15 m | 21  |
| Ailier      | 6  | Nemanja Dangubić | Drapeau de la Serbie   | 2,04 m | 28  |
| Pivot       | 9  | Alen Smailagić   | Drapeau de la Serbie   | 2,08 m | 21  |
| Pivot       | 11 | Dušan Miletić    | Drapeau de la Serbie   | 2,14 m | 23  |
| Meneur      | 14 | Dallas Moore     | Drapeau des États-Unis | 1,83 m | 27  |
| Arrière     | 24 | Gregor Glass     | Drapeau de la Slovénie | 1,97 m | 20  |
| Ailier      | 32 | Uroš Trifunović  | Drapeau de la Serbie   | 2,00 m | 21  |
| Meneur      | 34 | Yam Madar        | Drapeau d’Israël       | 1,90 m | 21  |